# Fenazonă
Fenazona (denumită și antipirină) este un antiinflamator nesteroidian din clasa derivaților de pirazolonă, utilizat ca analgezic și antipiretic. Printre principalele indicații se numără: afecțiuni dureroase ale urechii (în asociere cu un anestezic local, precum lidocaina), febră. Căile de administrare disponibile sunt orală și auriculară (picături auriculare).
Medicamentul a fost sintetizat pentru prima dată de către Ludwig Knorr în anul 1887.:26–27

## Reacții adverse
Ca toate AINS, fenazona poate produce iritație gastrică cu risc de apariție a unor ulcerații și a unor hemoragii gastro-intestinale. Utilizarea anumitor AINS poate fi asociată cu un risc de apariție a evenimentelor trombotice arteriale (infarct miocardic, accident vascular cerebral). În cazul administrării auriculare, medicamentul poate produce tulburări acustice și vestibulare (în principal reacții alergice).